# Manchester (villa)
Manchester es una villa ubicada en el condado de Ontario en el estado estadounidense de Nueva York. En el año 2000 tenía una población de 1,475 habitantes y una densidad poblacional de 486 personas por km².

## Geografía
Manchester se encuentra ubicada en las coordenadas 42°58′10″N 77°13′34″O / 42.96944, -77.22611.

## Demografía
Según la Oficina del Censo en 2000 los ingresos medios por hogar en la localidad eran de $36,146, y los ingresos medios por familia eran $44,625. Los hombres tenían unos ingresos medios de $31,792 frente a los $25,156 para las mujeres. La renta per cápita para la localidad era de $17,956. Alrededor del 3% de la población estaban por debajo del umbral de pobreza.